# Yvonne-Ruth Killmer
Yvonne-Ruth Killmer, geborene Yvonne-Ruth Freyer (* 12. September 1921 in Berlin; † 27. September 2014 ebenda), war eine deutsche Journalistin und Funktionärin der Sozialistischen Einheitspartei Deutschlands (SED) in der Deutschen Demokratischen Republik (DDR). Sie war in den 1960er Jahren Leiterin des Presseamtes der Regierung der DDR und später Chefredakteurin der DDR-Zeitschriften Das Freie Wort, Für Dich und Sibylle.

## Leben
Die Tochter eines Buchhändlers ging 1933 mit ihren Eltern in die Emigration in die Niederlande. 1935 schloss Yvonne Freyer in Amsterdam die Oberschule ab. Von 1936 bis 1938 besuchte sie die Handelsschule in Glauchau und begann eine kaufmännische Lehre als Kontoristin, die sie 1940 abschloss. Von 1941 bis 1943 arbeitete Freyer als Schreibkraft an der Höheren Fliegertechnischen Schule in Jüterbog und von 1943 bis 1945 als Stenotypistin bei der Firma Märkle & Kniesche in Leipzig.  
Von 1945 bis 1947 war Freyer beim Polizeiamt Glauchau angestellt. 1945 trat Freyer in die Kommunistische Partei Deutschlands (KPD) ein und wurde nach der Zwangsvereinigung von SPD und KPD  1946 SED-Mitglied. 1945 und 1946 war sie nebenberuflich Volontärin bei der Sächsischen Zeitung in Dresden. 1947 und 1948 absolvierte sie einen halbjährigen Lehrgang für Journalisten an der Parteihochschule „Karl Marx“ in Liebenwalde. 1948 und 1949 war sie Pressereferentin der Landesverbandes Sachsen des Demokratischen Frauenbunds Deutschlands (DFD) und 1949 und 1950 politische Mitarbeiterin der SED-Landesleitung Sachsen.
1951 wurde Freyer Chefredakteurin der SED-Tageszeitung  Freie Presse in Zwickau und damit die erste weibliche Chefredakteurin der DDR. Von 1952 bis 1959 war sie Chefredakteurin des neugegründeten Organs der SED-Bezirksleitung Das Freie Wort in Suhl. Von 1956 bis 1960 war sie Mitglied der SED-Bezirksleitung Suhl und zeitweise Vorsitzende des Bezirksverbandes Suhl des Verbandes der Journalisten der DDR. 1959/1960 absolvierte Freyer einen weiteren Lehrgang an der Parteihochschule „Karl Marx“ und wurde 1960 Chefredakteurin der Presseinformation beim Presseamt der Regierung der DDR. Von 1962 bis 1968 war Freyer Chefredakteurin der illustrierten Frauenwochenzeitschrift Für Dich. Von 1964 bis 1969 war Freyer Mitglied des Präsidiums des DFD-Bundesvorstandes und zeitweise auch Mitglied der Frauenkommission beim Politbüro des Zentralkomitees der SED. Von 1968 bis 1983 war Freyer Chefredakteurin der Frauenzeitschrift Sibylle. 
Im Oktober 1981 heiratete sie den Journalisten Lothar „Kolja“ Killmer (1919–2000), dessen erste Ehefrau Anja Killmer-Korn Anfang Mai desselben Jahres gestorben war. Freyer und Killmer hatten sich schon 1946 bei einem Lehrgang kennengelernt.

## Auszeichnungen
- 1959 Verdienstmedaille der DDR
- 1965 Clara-Zetkin-Medaille